# الجاهلي (بني مطر)

تعديل مصدري - تعديل

الجاهلي هي إحدى قرى عزلة الحدب بمديرية بني مطر التابعة لمحافظة صنعاء، بلغ تعداد سكانها 771 نسمة حسب تعداد اليمن لعام 2004.